# Kamp-Lintfort
Kamp-Lintfort ist eine Stadt am unteren Niederrhein am westlichsten Rand des Ruhrgebiets im Nordwesten des Landes Nordrhein-Westfalen und ist eine Mittlere kreisangehörige Stadt des Kreises Wesel im Regierungsbezirk Düsseldorf. Der Kreis Wesel vertritt die Stadt Kamp-Lintfort beim Regionalverband Ruhr und beim Landschaftsverband Rheinland. 2020 war die Stadt der Veranstaltungsort der Landesgartenschau Nordrhein-Westfalen.

## Geografie

### Räumliche Lage
Kamp-Lintfort liegt in der niederrheinischen Tiefebene, sechs Kilometer südwestlich von Rheinberg und acht Kilometer nordwestlich von Moers. Einen Großteil des Stadtgebiets füllt das Waldgebiet „Leucht“ aus, das zum Staatsforst Xanten gehört.

### Stadtgliederung
Die geschlossene städtische Bebauung liegt größtenteils in den Stadtteilen Lintfort, Stadtkern (Kamp), Geisbruch und Gestfeld. Werkskolonien der ehemaligen Zeche Friedrich Heinrich sowie einer früher betriebenen Ziegelei prägen große Teile des Stadtbildes. Im Zentrum formten die „Drei Weißen Riesen“ die Skyline von Kamp-Lintfort; mit 95 Prozent Leerstand war dieses stadtplanerische Projekt der späten 1960er-Jahre zum Albtraum mutiert. Für das Areal wurde eine Umnutzung als Einkaufszentrum geplant. Nach Bewilligung von Geldern des Landes Nordrhein-Westfalen wurden 2009 zwei der drei Hochhäuser abgerissen, das dritte und größte wurde am 19. Dezember 2010 gesprengt, womit der Raum für die Neugestaltung dieses Stadtbereiches endgültig frei wurde. Auf dem Areal ist 2012 nach 18-monatiger Bauzeit das Einkaufszentrum „EK3“ entstanden. Weiterhin wird die Skyline von Kamp-Lintfort durch die zwischen 1975 und 1985 errichteten Bauten der neuen Innenstadt bestimmt.
Im Gegensatz dazu bildet der Ortsteil Kamp mit der historischen Besiedlung aus der Blütezeit des Klosters das historische Zentrum der Stadt.
In den 1950er-Jahren wurden an den Rändern des Stadtteils Lintfort am Tor Ost sowie in den Stadtteilen Geisbruch und Gestfeld zusätzliche Siedlungsbebauungen vorgenommen. Diese Stadtteile wurden später durch Eigenheimbauten aufgestockt. Der Stadtteil Niersenbruch zeichnet sich durch überwiegende Einzelbebauung aus.
Die außerhalb liegenden Stadtteile haben den ländlichen Charakter bewahrt. Besonders hervorzuheben ist hierbei das Straßendorf Hoerstgen.

Die zehn Stadtteile von Kamp-Lintfort

Die Stadt Kamp-Lintfort gliedert sich in zehn Stadtteile:
- Stadtkern
- Niersenbruch
- Rossenray
- Lintfort
- Gestfeld
- Geisbruch
- Dachsbruch
- Kamp
- Hoerstgen
- Saalhoff

Die Stadtteile Lintfort, Gestfeld und Geisbruch liegen auf dem Gebiet der ehemaligen Gemeinde Lintfort, während Dachsbruch und Kamp auf dem Gebiet der ehemaligen Gemeinde Kamp liegen. Die Stadtteile Stadtkern und Niersenbruch liegen auf dem Gebiet der ehemaligen Gemeinde Kamperbruch. Das Gebiet von Rossenray, Hoerstgen und Saalhoff entspricht weitgehend dem der gleichnamigen Altgemeinden.

### Nachbargemeinden/-städte
| Gemeinde Issum (Kreis Kleve)   | Gemeinde Alpen                              | Stadt Rheinberg |
|                                | Kompassrose, die auf Nachbargemeinden zeigt |                 |
| Gemeinde Rheurdt (Kreis Kleve) | Stadt Neukirchen-Vluyn                      | Stadt Moers     |

## Geschichte

Heutige Gemarkungsgrenzen in Kamp-Lintfort und Gemeindegrenzen bis 1934

Der Name Kamp stammt vom lateinischen campus und bedeutet „Feld“. Die Bezeichnung geht auf das Mittelalter zurück, als das Gebiet der Stadt hauptsächlich aus Sumpflandschaft bestand. Das war auch einer der Gründe, warum die Zisterzienser nicht, wie üblich, ihren Ordenssitz auf dem Land bauten, sondern auf eine Erhöhung, den Kamper Berg (Höhe: 45 m), verlegten. Aus dem Altfränkischen stammt der Name Lintfort, der so viel wie „Saum des Moores“ bedeutet.
Die frühesten Spuren menschlicher Besiedlung stammen aus der Jungsteinzeit, etwa 3000 bis 1800 v. Chr. Die früheste schriftliche Erwähnung des Ortes stammt aus dem Jahr 856: ter eke in boicholt.
Am 31. Januar 1123 (damals wurde noch der Osterstil angewandt, deshalb gibt es auch Schriften, die das Jahr 1122 angeben) wurde mit Unterstützung des Kölner Erzbischofs Friedrich I. das erste Zisterzienserkloster auf deutschem Boden gegründet. Ausgehend vom Kloster Kamp wurden etwa 100 weitere Niederlassungen der Zisterzienser gegründet, die sich bis ins Baltikum erstreckten. Nach dem Truchsessischen Krieg (1583 bis 1588) verließ der letzte Abt das Kloster und erst 1640 kamen die ersten Zisterzienser zurück und bauten das Kloster wieder auf.
Nach dem Beginn des Dreißigjährigen Krieges (1620) begannen die Spanier mit dem Bau der Fossa Eugeniana, die den Rhein mit der Maas verbinden sollte. Dieser Kanal nahm seinen Verlauf direkt am Kloster vorbei. Auf dem Gebiet von Kamp-Lintfort wurden auch mehrere Schanzen zum Schutz gegen die Niederländer errichtet.
In den Jahren 1695 bis 1705 wurden unter den Äbten Holtmann, Richterich und Norf die heutigen barocken Gebäude der Klosterkirche sowie des Krankenhauses (heute Pfarramt) errichtet. Weiterhin wurden an der Südseite der Klosterkirche umfangreiche Konventsgebäude errichtet. 1742 bis 1747 wurde unter dem Abt Daniels die prächtige Terrassengartenanlage am Südhang des Kamper Berges sowie ein schlossartiges Prälaturgebäude an der Westseite der Klosterkirche errichtet. Dem Kloster wurde der juristische Titel einer Prälatur mit eigener Rechtsprechung zuerkannt. Hierzu wurde auf dem Kamper Berg ein Gerichtsgebäude errichtet, das heute als Denkmal erhalten ist. Nach der französischen Besetzung wurde das Kloster 1802 säkularisiert und die Mönche vertrieben; nur einer blieb, um die Seelsorge des Ortes weiterzuführen. Die umfangreichen Klostergebäude wurden mit Ausnahme der Kirche und des Krankenhauses als Pfarrhaus abgebrochen. Der Terrassengarten blieb sich selbst überlassen und verwilderte.
Der heutige Stadtteil Hoerstgen bildete die gleichnamige Herrschaft, die ein Lehen der Grafschaft Moers war. Sie ging durch Erbschaft über die von Drachenfels an die Mirlar zu Millendonk und 1754 an die Freiherren von Knesebeck über. Die Reichsunmittelbarkeit wurde von den Nachbarn Moers und Kurköln bestritten.
In der Franzosenzeit gehörte das Gebiet von Kamp-Lintfort zum Kanton Rheinberg im Arrondissement Krefeld des Rur-Departements und wurde in die drei Mairien Camp, Hoerstgen und Vierquartieren gegliedert.
Nach dem Wiener Kongress 1815 fiel ein großer Teil des linken Niederrheins an Preußen. Die auf dem Stadtgebiet liegenden Mairien wurden zu den preußischen Bürgermeistereien Camp, Hoerstgen und Vierquartieren, die zunächst zum Kreis Rheinberg, ab 1823 zum Kreis Geldern und seit 1857 zum Kreis Moers gehörten.

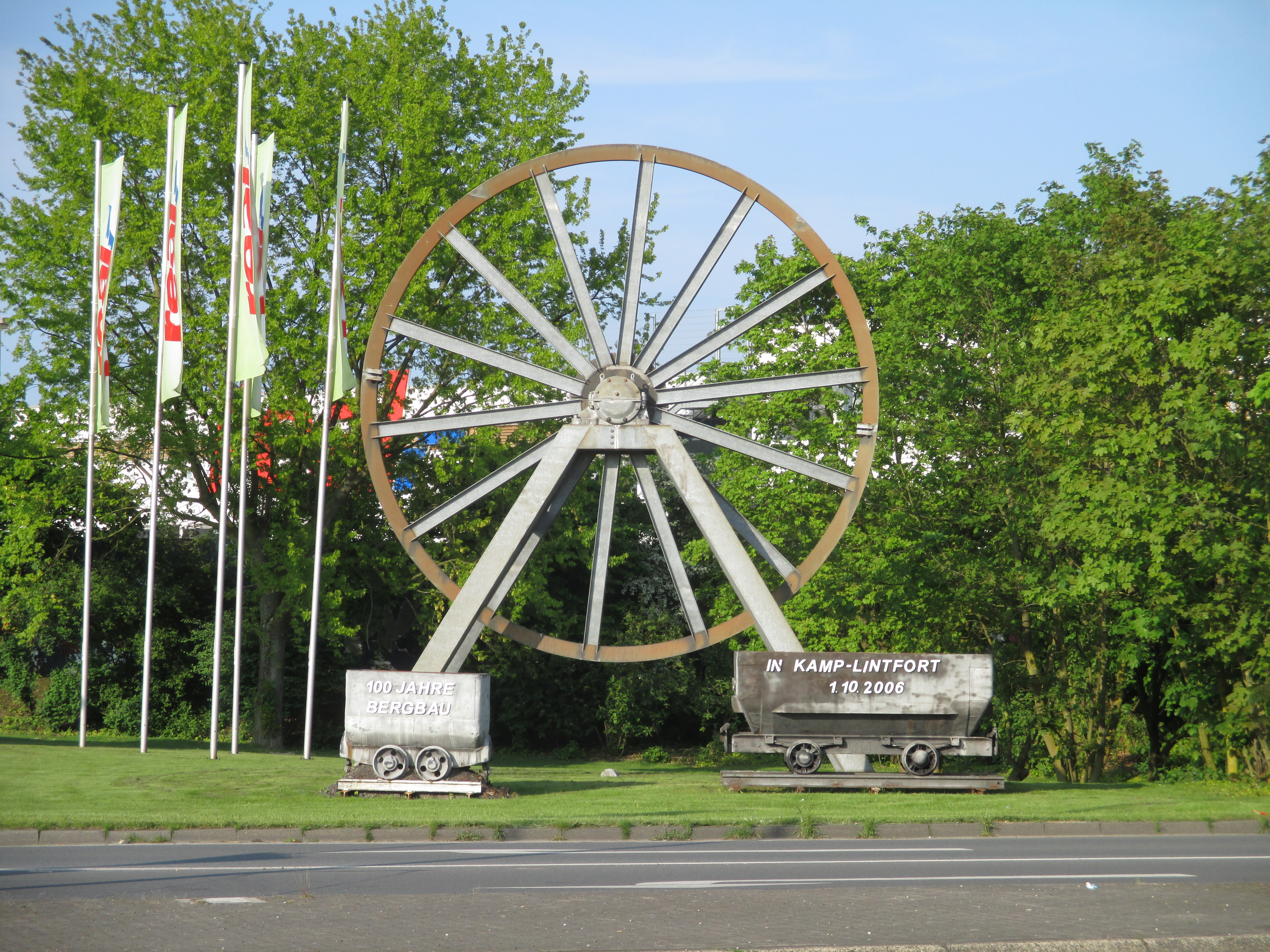
Gedenken an 100 Jahre Bergbau in Kamp-Lintfort.

Am 1. Mai 1907 erfolgte der erste Spatenstich der Zeche Friedrich Heinrich, die am 1. Juli 1912 die Kohleförderung aufnahm. Durch den nun folgenden Bau der Werkssiedlungen der Zeche sowie der gleichzeitig in Betrieb gekommenen Ziegelei Pauen in Kamperbruch bildete sich auf freier Fläche ein zusammenhängendes Siedlungsgebiet. In den Jahren 1928 bis 1930 wurde die Christuskirche als Hauptkirche der Evangelischen Kirchengemeinde Lintfort errichtet. Diese Gemeinde hatte seit 1914 in der Zechensiedlung eine Notkirche unterhalten. Ferner wurde in Lintfort die Filialgemeinde St. Josef eingerichtet, die ebenfalls zunächst in einer Notkirche untergebracht war. Von 1931 bis 1934 wurde für die Gemeinde St. Josef als Pfarrkirche von Lintfort ein prächtiger Kirchenbau errichtet.

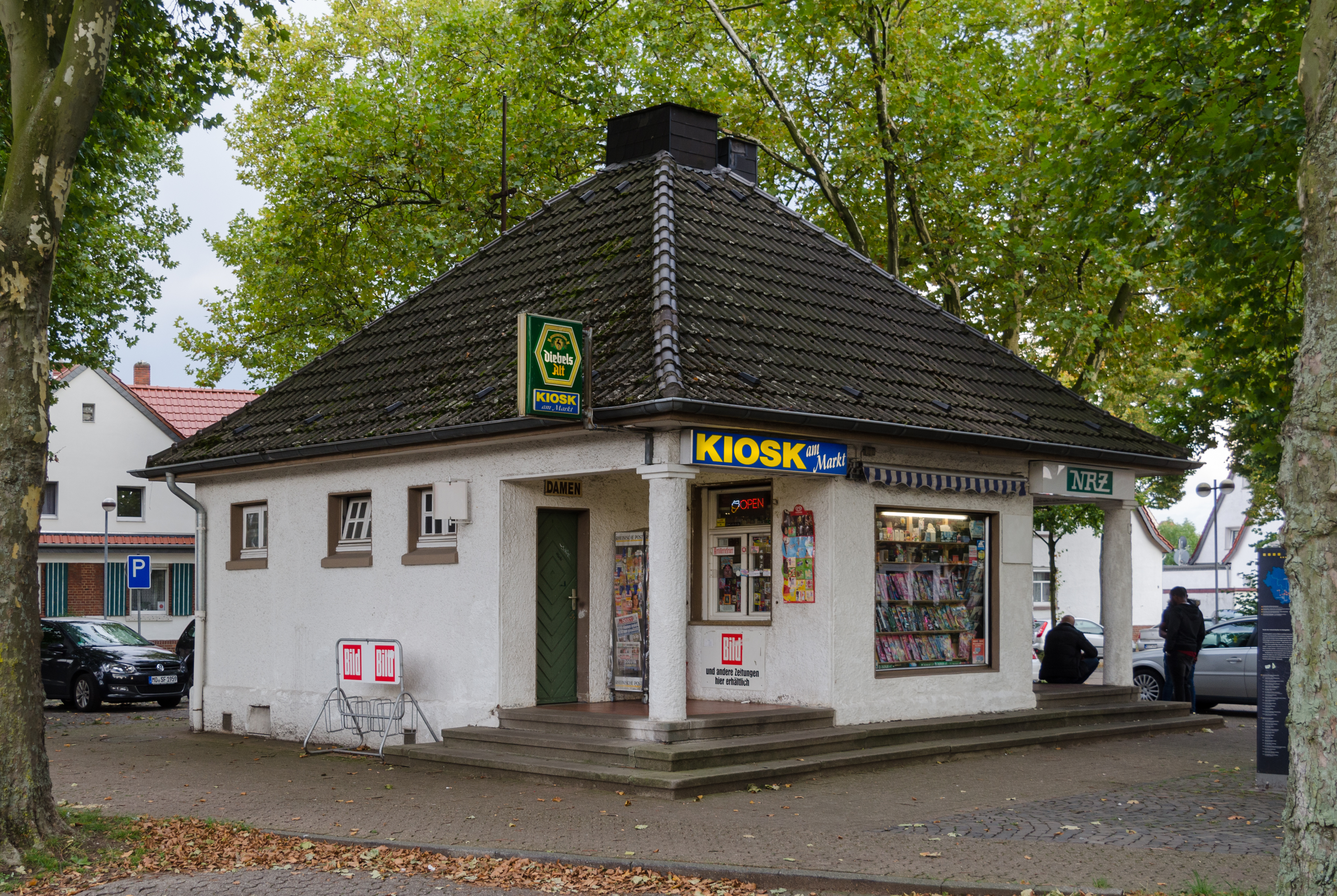
Historische Trinkhalle in der Altsiedlung.

Zum 1. April 1934 wurden die Ämter Vierquartieren (bestehend aus den Landgemeinden Kamperbruch, Lintfort, Rossenray und Saalhoff), Camp und Hoerstgen zur neuen Landgemeinde „Camp-Lintfort“ vereinigt. Kurz danach wurde die Schreibweise in „Kamp-Lintfort“ geändert.
Bei Bombardements im Zweiten Weltkrieg gab es Zerstörungen insbesondere in zechennahen Teilen der Altsiedlung. Beim alliierten Vormarsch im Frühjahr 1945 wurde der Bereich um das Kloster Kamp stärker in Mitleidenschaft gezogen.
Am 25. März 1945 trafen sich die Befehlshaber der alliierten Truppen im Neuen Casino der Zeche Friedrich Heinrich: der US-amerikanische General und spätere Präsident Dwight D. Eisenhower, Premierminister Winston Churchill und Field Marshal Bernard Montgomery. Am 12. Februar 1950 wurden der Großgemeinde Kamp-Lintfort die Stadtrechte verliehen. Hierzu wurde die am 7. Januar ausgestellte Urkunde zur Verleihung der Stadtrechte an Bürgermeister Robert Schmelzing übergeben. 1954 zog der Orden der (beschuhten) Karmeliter mit neun Ordensleuten in das Kloster ein. 1957 wurde auf dem Zechengelände Friedrich Heinrich der neue Förderturm des Schachtes 1 eingeweiht und im Lauf der Zeit zu einem der Wahrzeichen der Stadt.
Die Feldhandballmannschaft des TuS Lintfort wurde 1959 mit einem 10:9 über Bayer 04 Leverkusen erstmals deutscher Meister, 1961 konnte der Titel ein weiteres Mal gegen den TSV Ansbach geholt werden.
Ab 1963 wurde auf der Schachtanlage Rossenray Kohle abgebaut. 1970 erhielt die Landschaft mit dem Bau des großen Förderturms Rossenray 1 eine weitere weithin sichtbare Landmarke. Mitte Oktober 2019 begann der Abriss des Förderturmes, der bis Ende 2020 andauern soll.
Mit der Kreisreform, die am 1. Januar 1975 in Kraft trat, wurde der Kreis Moers aufgelöst, und die Stadt kam leicht vergrößert zum Kreis Wesel. Die geplante Eingemeindung nach Duisburg konnte verhindert werden. In den 1970er- und 1980er-Jahren wurde auf dem brachliegenden Gelände der Ziegelei Pauen und angrenzenden Freiflächen eine völlig neu konzipierte Innenstadt mit neuem Rathaus errichtet. Diese bilden seither das kommunale Zentrum der Stadt. 1988 wurde mit der Wiederherstellung der brachliegenden Terrassengärten des Klosters Kamp begonnen. Dieser wurde am 1. Oktober 1990 mit einer feierlichen Veranstaltung wieder eröffnet.
Der Bischof von Münster, Reinhard Lettmann, plante 2002 mit dem Orden der Karmeliter ein kulturelles und geistliches Zentrum auf dem Kamper Berg, da die Karmeliter den Konvent auflösten und nur ein Ordensangehöriger als Priester im ehemaligen Kloster verblieb.

Im Jahr 2003 feierte die Siemens-Niederlassung in Kamp-Lintfort ihr 40-jähriges Bestehen. Nach einem Verkauf der Sparte Siemens Mobile im Jahr 2005 an die taiwanische BenQ wurde 2006 Insolvenz beantragt und über 2000 Menschen arbeitslos.

Am 28. November 2004 fusionierten alle katholischen Gemeinden der Stadt zur Gemeinde St. Josef.

### Bevölkerungsentwicklung

Einwohnerentwicklung von Kamp-Lintfort von 1939 bis 2018 nach nebenstehender Tabelle

Einwohnerzahlen der Stadt Kamp-Lintfort. Die Zahlen sind entweder Schätzungen, Volkszählungsergebnisse (¹) oder amtliche Fortschreibungen der jeweiligen Statistischen Ämter (nur Hauptwohnsitze). Die aktuellen Angaben der Tabelle beziehen sich auf die Daten der Stadt Kamp-Lintfort.
| Jahr  | Einwohner |
| ----- | --------- |
| 1939  | 22.639    |
| 1946  | 24.315    |
| 1961¹ | 34.768    |
| 1966  | 37.899    |
| 1970¹ | 38.294    |
| 1974  | 38.459    |
| 1975  | 39.197    |
| 1980  | 39.766    |
| 1985  | 38.808    |
| 1987  | 38.534    |
| 1990  | 39.632    |
| 1995  | 41.267    |
| 2000  | 40.755    |

| Jahr | Einwohner |
| ---- | --------- |
| 2001 | 40.883    |
| 2002 | 40.691    |
| 2003 | 40.512    |
| 2004 | 40.485    |
| 2005 | 39.636    |
| 2006 | 39.461    |
| 2012 | 37.093    |
| 2016 | 37.414    |
| 2017 | 37.346    |
| 2018 | 37.391    |
| 2019 | 38.732    |
| 2022 | 38.665    |

Bis zum frühen 20. Jahrhundert gab es kaum Einwohner auf dem heutigen Stadtgebiet. Außer den Stadtteilen Kamp und Hoerstgen waren die anderen Gebiete recht spärlich bewohnt. 1910 lag die Einwohnerzahl bei etwa 3000, bis 1939 war sie auf etwa 23.300 angestiegen, eine Folge des Bergbaus, der viele Menschen an Rhein und Ruhr ziehen ließ. Die meisten kamen aus dem deutschen Osten oder aus Polen. Nach dem Zweiten Weltkrieg wurden mehrere neue Siedlungsgebiete geschaffen und 1960 war die Bevölkerung auf 35.000 Einwohner angewachsen. Bis zum Jahr 1995 ist die Bevölkerung nur noch sehr langsam auf rund 41.000 angewachsen und ist seitdem leicht rückläufig, unter anderem eine Folge des Rückgangs des Kohlebergbaus und des wirtschaftlichen Strukturwandels in der Region.

### Mundart und Umgangssprache
Kamp-Lintfort mit seinen verstreut liegenden Ortsteilen und Siedlungen liegt in einem kleverländischen Mundartraum nördlich der Uerdinger Linie, die sich von Mitteldeutschland über den Rhein kommend über Kempen nach Venlo zieht. Diese Mundartlinie (auch „ik-ich-Grenze“ genannt) grenzt das Südniederfränkische (das man z. B. in Uerdingen und Krefeld spricht, mit der Aussprache von „esch“ für das Personalpronomen „ich“) vom nordniederfränkischen Platt ab, das im Krefelder Ortsteil Hüls (siehe Hölsch Plott) beginnt und am ganzen nördlichen Niederrhein, so auch im Kamp-Lintforter Raum, in unterschiedlichen Varianten gesprochen wird (bzw. wurde) – mit der Aussprache von „ek“ anstelle von „ich“ („ek bön enen Kamp’sche“).
Allerdings ist die Mundart stark im Schwinden und wird von der jüngeren Generation kaum noch verstanden. Stattdessen setzt sich eine „neue“ Umgangssprache durch, das sogenannte „Niederrhein-Deutsch“ oder Ruhrdeutsch, von den Sprachforschern „Regiolekt“ genannt. Es orientiert sich zwar am Hochdeutschen, weist aber spezielle Ausprägungen auf durch die Aufnahme von Ausdrücken Zugewanderter oder Modewörter der Jugendsprache. Auch die Bergmannssprache hat ihre Spuren in der Kamp-Lintforter Umgangssprache hinterlassen. Viele kennen den Spruch: „Da hasse abber Futtsack dran!“. Der Ausdruck Futtsack zeigt an, dass irgendetwas „schief gelaufen ist“. Er kommt aus der Zeit, als noch Grubenpferde unter Tage arbeiteten, die bei schwierigen Verhältnissen mit dem Futtersack ruhig gestellt wurden.

## Politik

### Ergebnisse der Kommunalwahlen 2020 in Kamp-Lintfort
Die Sitze im Stadtrat verteilen sich nach dem Ergebnis der Kommunalwahl 2020 folgendermaßen auf die einzelnen Parteien:
| Partei | Stimmen | % (2020) | % (2014) | +/-     | Sitze (2020) | Sitze (2014) | +/- |
| --- | ------- | -------- | -------- | ------- | ------------ | ------------ | --- |
| SPD | 7.433   | 55,5 %   | 53,9 %   | + 1,6 % | 24           | 24           | ± 0 |
| CDU | 2.688   | 20,1 %   | 24,7 %   | - 4,6 % | 9            | 11           | - 2 |
| Bündnis 90/Die Grünen | 1.544   | 11,5 %   | 7,7 %    | + 3,8 % | 5            | 4            | + 1 |
| LIBRA | 622     | 4,6 %    | 0,0 %    | + 4,6 % | 2            | 0            | + 2 |
| Die LINKE | 570     | 4,3 %    | 5,5 %    | - 1,2 % | 2            | 2            | ± 0 |
| FDP | 546     | 4,1 %    | 2,1 %    | + 2,0 % | 2            | 1            | + 1 |
| FW | 0       | 0,0 %    | 3,0 %    | - 3,0 % | 0            | 1            | - 1 |
| FBG | 0       | 0,0 %    | 3,0 %    | - 3,0 % | 0            | 1            | - 1 |
| Gültige Stimmen | 13.403  |          |          |         |              |              |     |
| Ungültige Stimmen | 286     |          |          |         |              |              |     |
| Stimmen Insgesamt | 13.689  |          |          |         | 44           | 44           | ± 0 |
| Wahlberechtigte Insgesamt | 29.164  | 46,9 %   | 44,0 %   | + 2,9 % |              |              |     |
| Ratswahl 13.09.2020 Kamp-LintfortWahlbeteiligung von 46,9 % 6050403020100 55,5 %20,1 %11,5 %4,6 %4,3 %4,1 %n. k. %n. k. % SPDCDUGrüneLIBRALinkeFDPFWgFBGhGewinne und Verlusteim Vergleich zu 2014 %p 6 4 2 0 −2 −4 −6+1,6 %p−4,6 %p+3,8 %p+4,6 %p−1,2 %p+2,0 %p−3,0 %p−3,0 %pSPDCDUGrüneLIBRALinkeFDPFWFBGAnmerkungen:g Freie Wählerh Freie Bürger Gemeinschaft |         |          |          |         |              |              |     |
| Sitzverteilung Ratswahl 13.09.2020 Kamp-LintfortInsgesamt 44 Sitze - Linke: 2 - SPD: 24 - Grüne: 5 - CDU: 9 - FDP: 2 - Sonst.: 2 Sonstige: (2 Sitze) > "LIBRA" = 2 Sitze |         |          |          |         |              |              |     |

| Partei | Kandidat*                        | Stimmen | % (2020) |
| --- | -------------------------------- | ------- | -------- |
| SPD | Landscheidt, Prof. Dr. Christoph | 10.705  | 80,4 %   |
| CDU | Hermann, Sabine                  | 1.572   | 11,8 %   |
| Bündnis 90/Die Grünen | Bachmann, Jürgen                 | 583     | 4,4 %    |
| Die LINKE | Lewandowski, Sidney Oliver       | 453     | 3,4 %    |
| Gültige Stimmen | Gültige Stimmen                  | 13.313  |          |
| Ungültige Stimmen | Ungültige Stimmen                | 359     |          |
| Stimmen Insgesamt | Stimmen Insgesamt                | 13.672  |          |
| Wahlberechtigte Insgesamt | Wahlberechtigte Insgesamt        | 29.164  | 46,9 %   |
| Bürgermeisterwahl* 13.09.2020 Kamp-LintfortWahlbeteiligung von 46,9 % 9080706050403020100 80,4 %11,8 %4,4 %3,4 % SPDaCDUbGrünecLinkedAnmerkungen:a Landscheidt, Prof. Dr. Christophb Hermann, Sabinec Bachmann, Jürgend Lewandowski, Sidney Oliver |                                  |         |          |

### Wappen, Flagge, Banner, Siegel und Logo
Der ehemaligen Gemeinde (jetzt Stadt) ist mit Urkunde des Innenministers von Nordrhein-Westfalen vom 9. Dezember 1949 das Recht zur Führung eines Wappens, einer Flagge (Banner) und eines Siegels verliehen worden. Die Stadt führt zudem ein Logo.

Wappen
Banner
Flagge
Siegel
Logo

Im Stadtwappen sind die historischen und prägenden Elemente der Stadt verbildlicht: oben links das Wappen der Zisterzienser mit Weltkugel und Pflugschar, in der Mitte ein abstrahiertes Abbild des Klosters und darunter Schlägel und Eisen für das Kohlebergwerk den größten Arbeitgeber der Stadt. Es wird wie folgt blasoniert: „In rotem Feld die silberne Abteikirche Kamp mit grünem Dach und Turmhelmen; die beiden seitlichen Türme tragen oben eine goldene Kugel, der Dachreiter einen goldenen Hahn. Unter der Kirche gekreuzt ein schwarzer Schlägel und ein schwarzes Eisen. Im rechten Obereck ein goldenes Schildchen, darin eine blaue Weltkugel, die von einem goldenen Ring umschlossen wird, von dem eine goldene Pflugschar nach unten ausgeht.“

#### Flagge und Banner
Beschreibung der Flagge: „Die Flagge zeigt die Farben rot/weiß/grün in Querrichtung und das Wappen in der Mitte.“
Beschreibung des Banners: „Das Banner zeigt die Farben rot/weiß/grün in Längsrichtung und das Wappen etwas oberhalb der Mitte.“

#### Siegel
Die Stadt Kamp-Lintfort führt ein Dienstsiegel, das in Form und Größe dem der Hauptsatzung beigedrückten Siegel gleicht. „Umschrift links: ‚STADT KAMP‘ – Umschrift rechts: ‚-LINTFORT‘ – Siegelbild: Auf einem schwarzen kreisrunden Feld an das sich oben und unten zwei weitere kleinere Kreise anschließen, die Symbole des Wappens, eine dreitürmige Kirche mit Dach und Turmhelm; rechts neben der Kirche ein kleines Schildchen, darin eine Kugel mit einem Ring umspannt, von dem eine Pflugschar abhängt; unten gekreuzt Schlägel und Hammer.“

#### Logo
Die Stadt führt seit 2013 ein neues Logo, das als bester Entwurf aus einem Studentenwettbewerb hervorging. Ausgewählt wurde der Entwurf von Saskia Rühmkorf mit der einfachen Formel: „Einfacher kann man ein ‚K‘ nicht zu einem ‚KL‘ machen.“ Dazu kommt der schwarze Schriftzug übereinander „Kamp-Lintfort Hochschulstadt“.

### Städtepartnerschaften
Kamp-Lintfort unterhält Städtepartnerschaften mit Chester-le-Street (Vereinigtes Königreich) seit dem 4. September 1981, mit Cambrai (Frankreich) seit dem 16. September 1989, mit Żory (Polen) seit dem 18. April 2004 und mit Edremit (Balıkesir) (Türkei) seit dem 27. April 2011.
Außerdem gab es bis April 2005 noch eine Partnerschaft mit dem Flugkörperschnellboot S 64 „Bussard“ des Marinestützpunktes in Rostock-Warnemünde, welche nach Außerdienststellung des Bootes beendet wurde.

## Sehenswürdigkeiten
Siehe auch:
- Liste der Baudenkmäler in Kamp-Lintfort
- Wandelweg
- Liste von Kunstwerken im öffentlichen Raum in Kamp-Lintfort
- Liste der Museen im Kreis Wesel

### Kloster Kamp
Kloster Kamp ist ein ehemaliges Zisterzienser- und Karmeliterkloster.
Besonderheiten:
- Ordensmuseum: Gegenstände aus der Zeit der Zisterziensermönche. Kostbarstes Ausstellungsstück ist das Kamper Antependium, ein Altarvorhang aus dem 14. Jahrhundert.
- Barockgarten 1990 rekonstruiert und  2004/2005 als herausragendes Beispiel in die Straße der Gartenkunst zwischen Rhein und Maas aufgenommen. Außerdem gibt es noch den ehemaligen Adelssitz Haus Dieprahm, der Ende des 20. Jahrhunderts komplett renoviert worden ist.

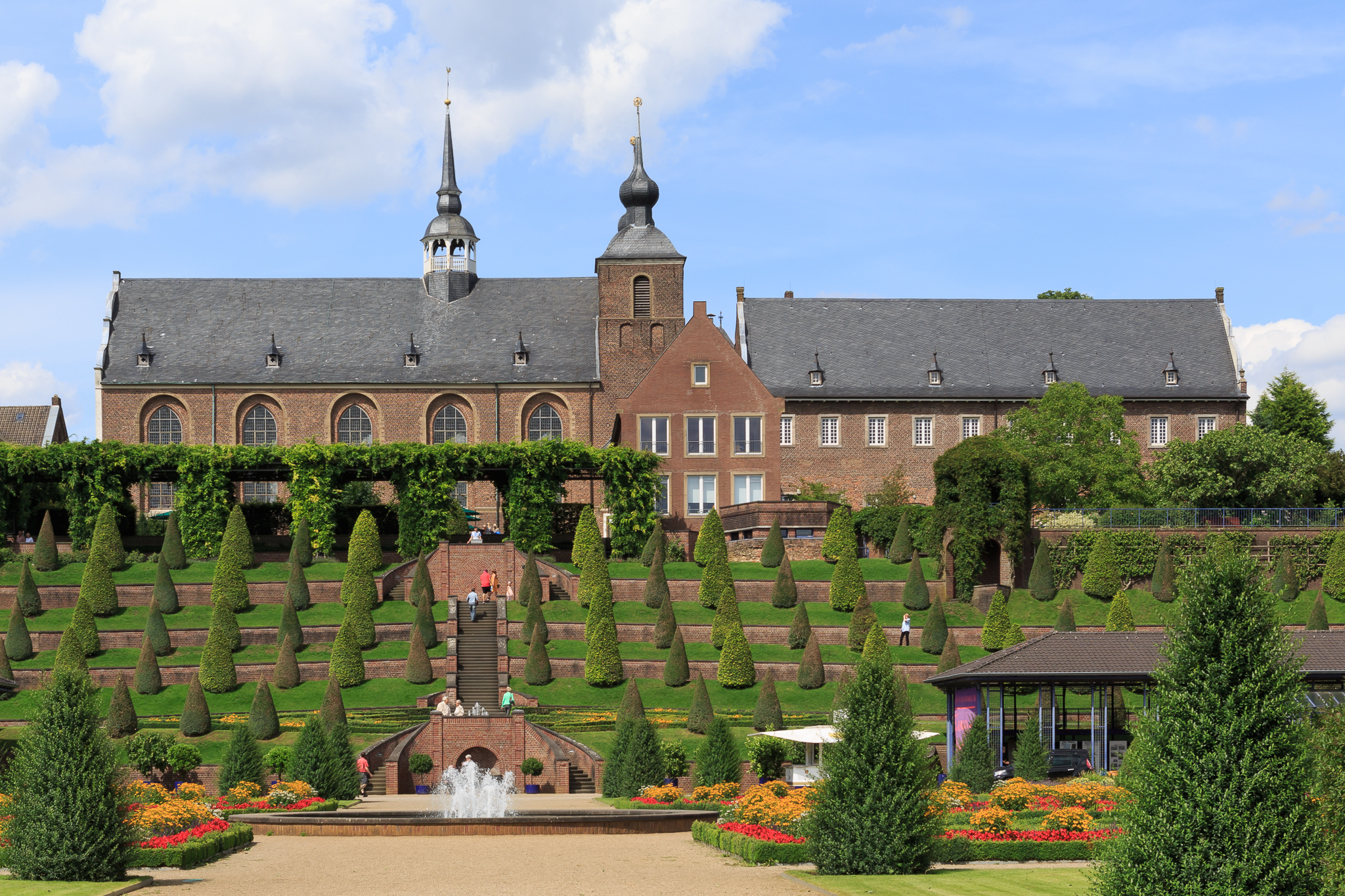
Kamp-Lintfort, Kloster Kamp vom Terrassengarten aus gesehen
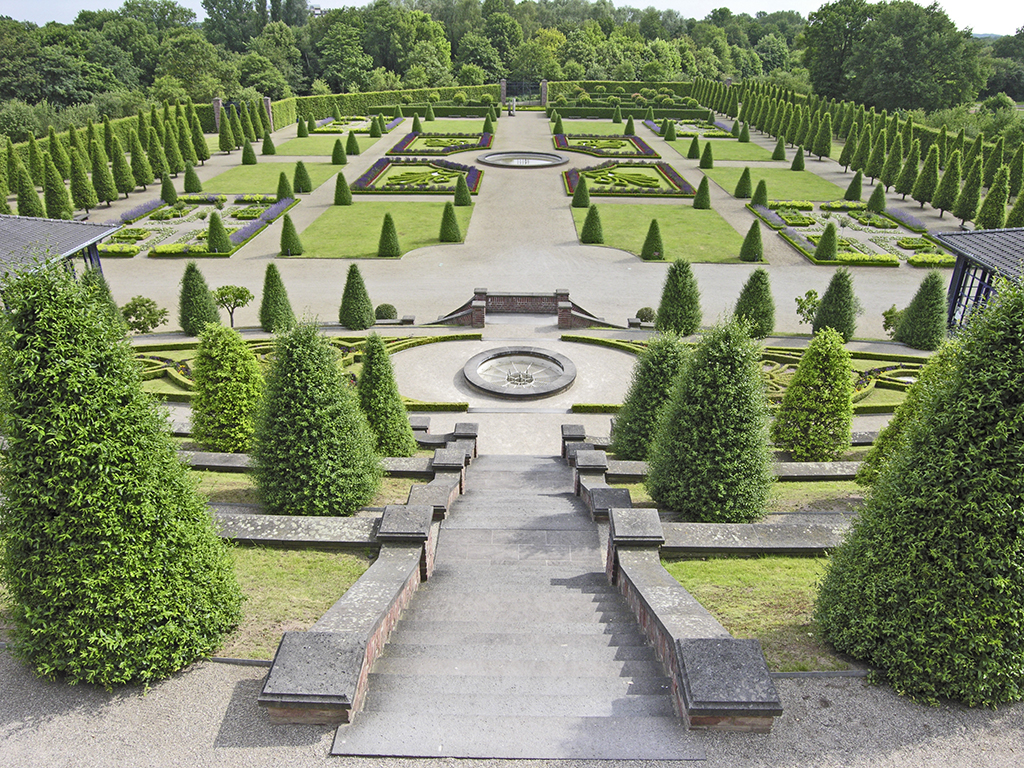
Kamp-Lintfort, Kloster Kamp, Terrassengarten
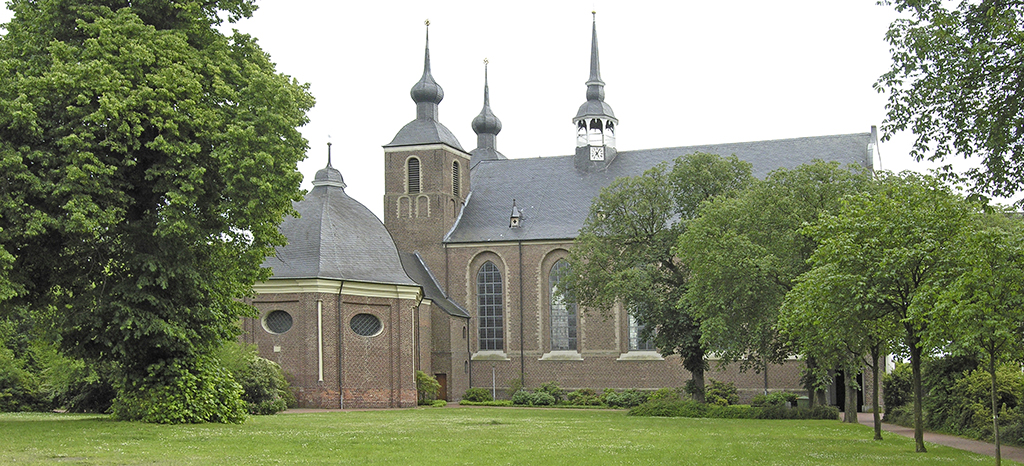
Kamp-Lintfort, Kloster Kamp, Pfarrkirche
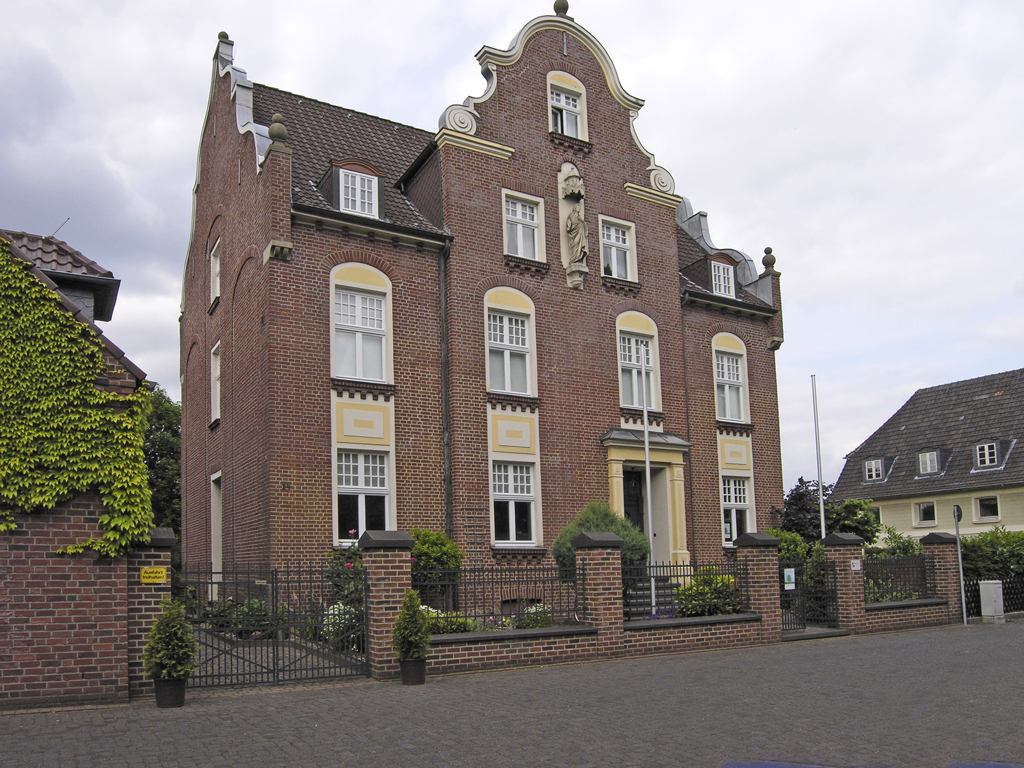
Kamp-Lintfort, Kloster Kamp, Ordensmuseum

### Stadtteil Hoerstgen
Die Ortschaft war während der Zeit des Heiligen Römischen Reiches eine reichsunmittelbare Herrschaft.
- Evangelische Kirche mit einer funktionstüchtigen Orgel von Thomas Weidtmann aus dem Jahr 1732.
- Haus Frohnenbruch, ein mittelalterlicher Herrschaftssitz, erstmals 1304 erwähnt.

### Eyll
- Gut Eyll
- Katholische Kirche Mariä Himmelfahrt,[19] die um 1430 erbaut worden ist.

### Zechensiedlung Friedrich Heinrich
Im frühen 20. Jahrhundert entstand die Zechensiedlung Friedrich Heinrich in der Art einer Gartenstadt. Diese Altsiedlung ist mit 76 Hektar die größte erhaltene Werkssiedlung des rheinisch-westfälischen Industriegebiets und steht heute nach umfangreicher Sanierung und Restaurierung unter Denkmalschutz. Sie gehört als westlichste Sehenswürdigkeit zur Route der Industriekultur.
Das Haus des Bergmanns dokumentiert das Leben der Bergleute im Jahr 1910 und wurde am 19. März 2006 eröffnet. Ein komplettes Bergarbeiterhäuschen aus dieser Zeit wurde eigens hierfür wieder in den Originalzustand versetzt.

### Weitere Museen
- Das Geologische Museum war mit seinem reichen Fundus an Fossilien, Gesteinen und Mineralien, die im Bereich der Zeche gefunden worden waren, im Keller des Schulzentrums beheimatet. Nachdem dieses die Räume beansprucht hat, ist die seit 1907 bestehende Sammlung geschlossen.[22]
- Privates Biermuseum: Fast alle 200 Brauereien, die es einst außer Diebels und König am Niederrhein gab, sowie das Magenbitter aus der Nachbarstadt Rheinberg sind im Privatmuseum vertreten.[23]

## Kultur

### Landesgartenschau 2020

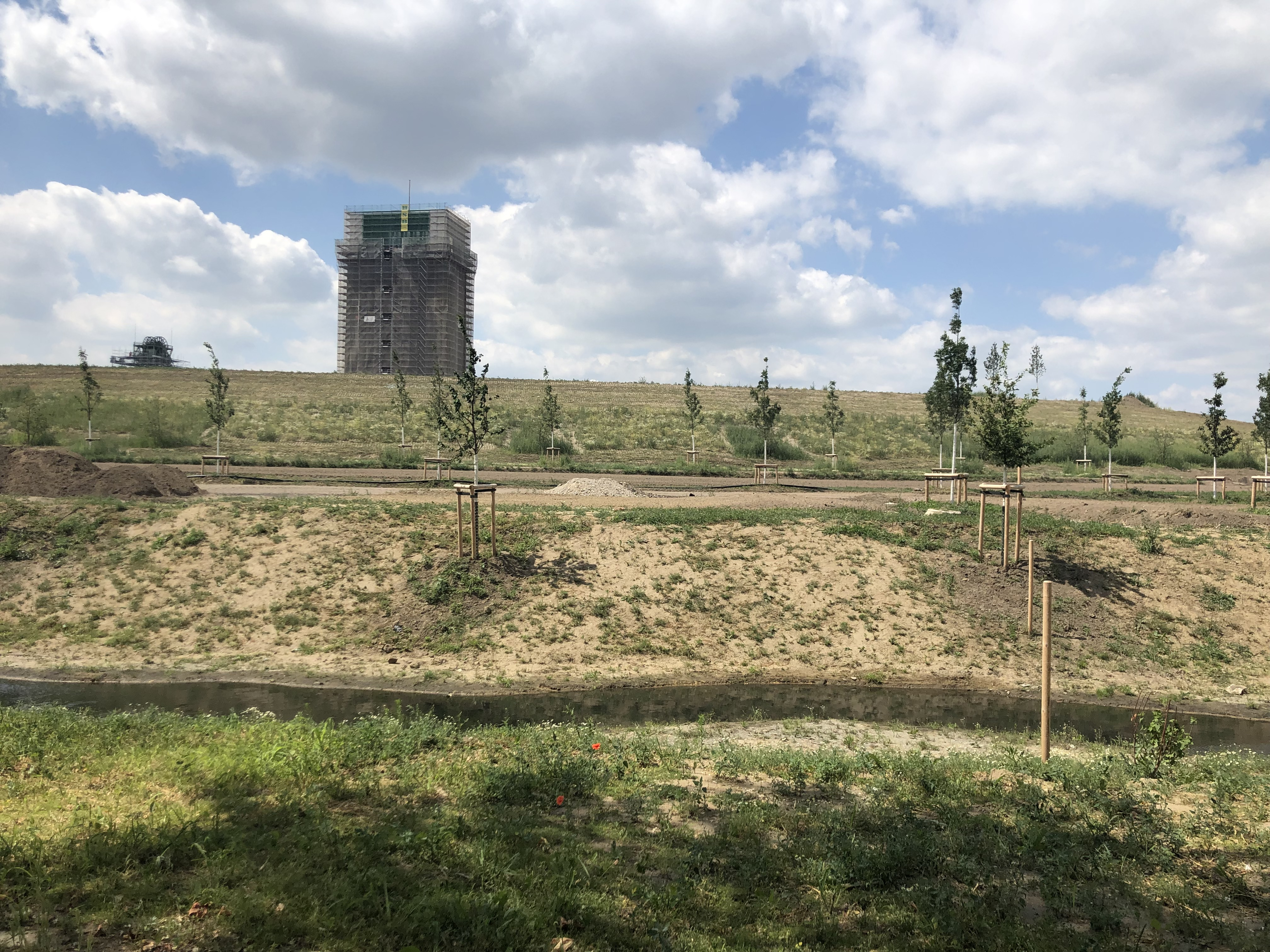
Gelände der Landesgartenschau 2020.

Vom 17. April bis zum 11. Oktober 2020 war Kamp-Lintfort der Veranstaltungsort der Landesgartenschau 2020. Das aufwendig aufgearbeitete ehemalige Bergwerksgelände der Schachtanlage Friedrich-Heinrich 1/2 (Bergwerk West) sowie der Klostergarten des Klosters Kamp dienten als Ausstellungsfläche. Bedingt durch die Corona-Pandemie wurde die Landesgartenschau erst am 5. Mai eröffnet, das Gelände war jedoch wie geplant schon ab 20. April für Besucher zugänglich.
Der durch die Landesgartenschau entstandene „Zechenpark“ ist seit März 2021 ein neuer Ankerpunkt der Route der Industriekultur. Bereits vorher war die Zeche sowie die dazu gehörende Alt-Siedlung ein Standort der Themenroute 17: Rheinische Bergbauroute.

### Musikschule
1991 wurde mit der Musikschule Kamp-Lintfort die erste kulturbildende Einrichtung der Stadt eröffnet. Sie wurde 2004 um eine Tanzabteilung erweitert und hat etwa 1000 Schüler.

### Theater
Die freistehende Aula des Städtischen Gymnasiums (SGKL) diente schon immer als Mehrzweckhalle für die unterschiedlichsten Veranstaltungen; in den 1980er-Jahren wurde sie offiziell in „Stadthalle“ umbenannt. Dort werden mehrmals im Jahr Kabarett und Schauspiele sowie von der Bühne 69 Boulevardkomödien angeboten. Auf dem Kamper Berg findet jeden Sommer ein Freilichttheater, gestaltet vom Landestheater Burghofbühne statt, das rund 3000 Besucher jedes Jahr anlockt.

### Kino
Schon weit vor der Gründung der Großgemeinde Kamp-Lintfort am 12. Februar 1950 gab es mehrere Versuche, ein Kino zu etablieren. 1914 gründeten sich die „Apollo-Lichtspiele“ auf der Friedrich-Heinrich-Straße, worauf die „Film-Palette“ (Moerser Straße) folgte. Nach sechsmonatigem Umbau wiedereröffnete das Lichtspielhaus als „Zentral-Lichtspiele“ im Jahr 1930. Wenige Jahre später eröffneten auf der Katten-Georg-Straße die „Glückauf-Lichtspiele“. Im Jahre 1955 entstand auf der Ringstraße das „Ring-Theater“. Heute ist allerdings keines dieser Kinos mehr vorhanden.
Allerdings gibt es seit Stilllegung der Zeche neue Pläne für die Errichtung eines Kinos in Kamp-Lintfort. So habe Investor Thomas Berger ein rund 5000 Quadratmeter großes Grundstück auf dem Zechengelände von der RAG Montan Immobilien erworben, um ein Multiplex-Kino für 950 Zuschauer zu realisieren.

### Regelmäßige Veranstaltungen
- Jedes Jahr am 1. Mai findet am Eyller Berg ein vom ADAC ausgetragenes Motocross-Rennen statt. Das Rennen wird auch für die deutsche Meisterschaft gewertet. Organisiert wird das Rennen durch den ADAC Motorclub Kamp-Lintfort 1950 e. V.[28][29]

Auf dem Kamper Berg findet alle zwei Jahre ein mittelalterlicher Markt statt, auf dem verschiedene Lebensmittel dieser Zeit angeboten, entsprechende Musik gespielt wird sowie künstlerische Darbietungen gezeigt werden. Dies geschieht im Wechsel mit der Kamper Nacht, einem klassischen Konzert im Terrassengarten des Klosters Kamp. Zum Abschluss steigt ein musiksynchrones Feuerwerk. Die Kamper Nacht wird in allen ungeraden Jahren durchgeführt.

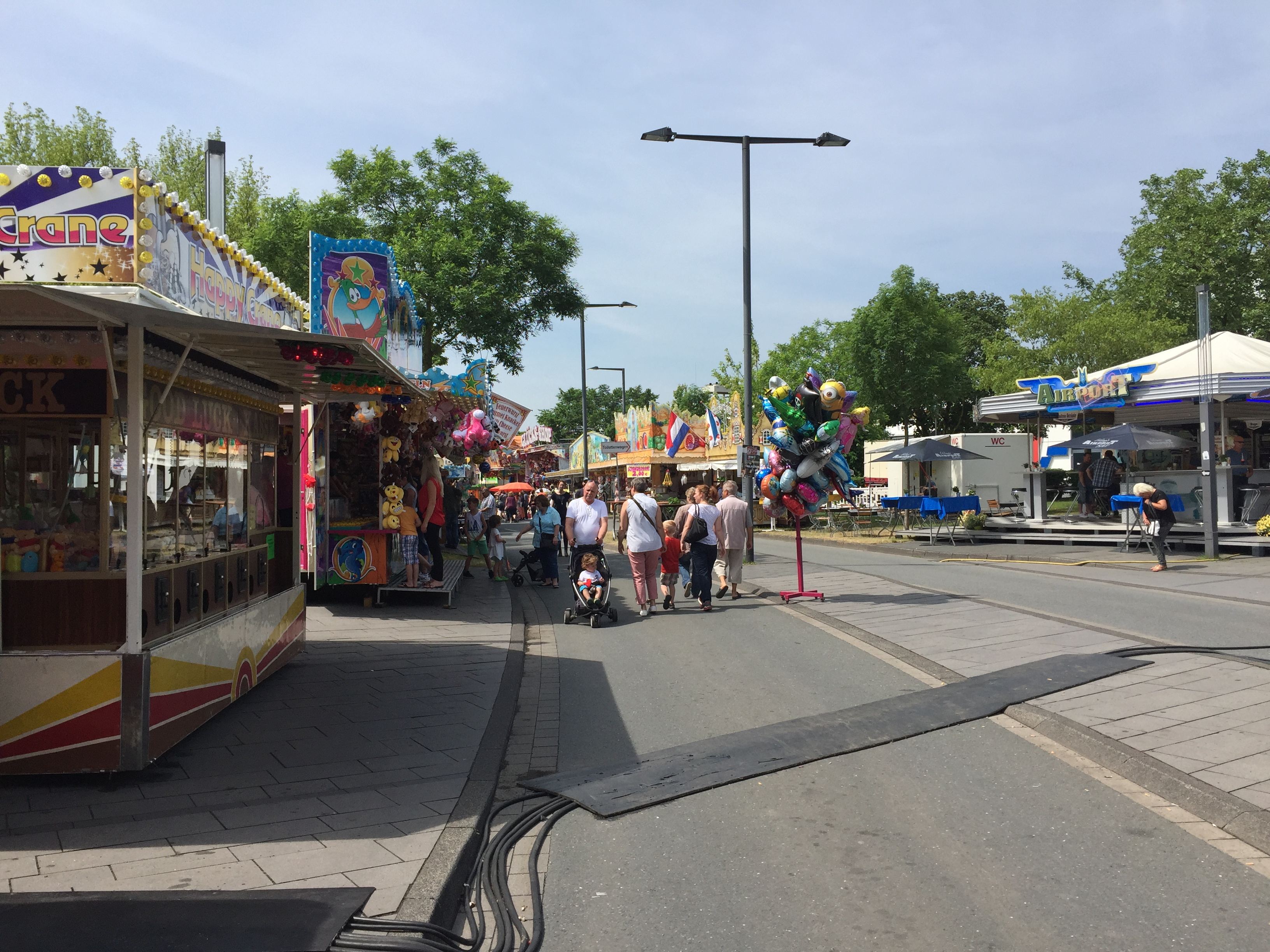
Kamp-Lintforter Vatertagskirmes 2018

- Rosenmontagszug in allen „graden“ Jahren. In ungeraden Jahren ist dieser in der Nachbarstadt Rheinberg.
- Frühlingsstadtfest im Mai mit verkaufsoffenem Sonntag.[30]

- Große Kamp-Lintforter Vatertagskirmes (Mai oder Juni)[31]
- Niederrheinischer Radwandertag.[32][33]
- Stadtfest an jedem ersten Oktoberwochenende mit verkaufsoffenem Sonntag.[34]
- .Adventsmärkte in Kamp-Lintfort. Kamp-Lintfort verzichtet auf einen eigenen, beständigen Weihnachtsmarkt. Durch verschiedene Veranstalter wurden an drei Adventswochenenden an verschiedenen Örtlichkeiten kleine Märkte veranstaltet.[35]
- 1. Adventswochenende: Barbara-Markt
- 2. Adventswochenende: Nikolausmarkt
- 3. Adventswochenende: Adventsmarkt am Kloster Kamp
- Ab spätestens 2021 wird es in Kamp-Lintfort nur noch max. zwei Weihnachtsmärkte geben. Da ist zum einen der Adventsmarkt am Kloster Kamp, der auf eine lange Tradition zurückblickt, und zum anderen der Markt im neuen Zechenpark, der erstmals 2021 stattfand und 2022[36] wieder veranstaltet wird.

### Sport
Von den in Kamp-Lintfort existierenden Sportvereinen sind die Vereine DJK Kamp-Lintfort (1926/55 gegründet, 350 Mitglieder), Fichte Lintfort (1914 gegründet, 500 Mitglieder), SV Lintfort und Alemannia Kamp insbesondere im Bereich Fußball tätig.

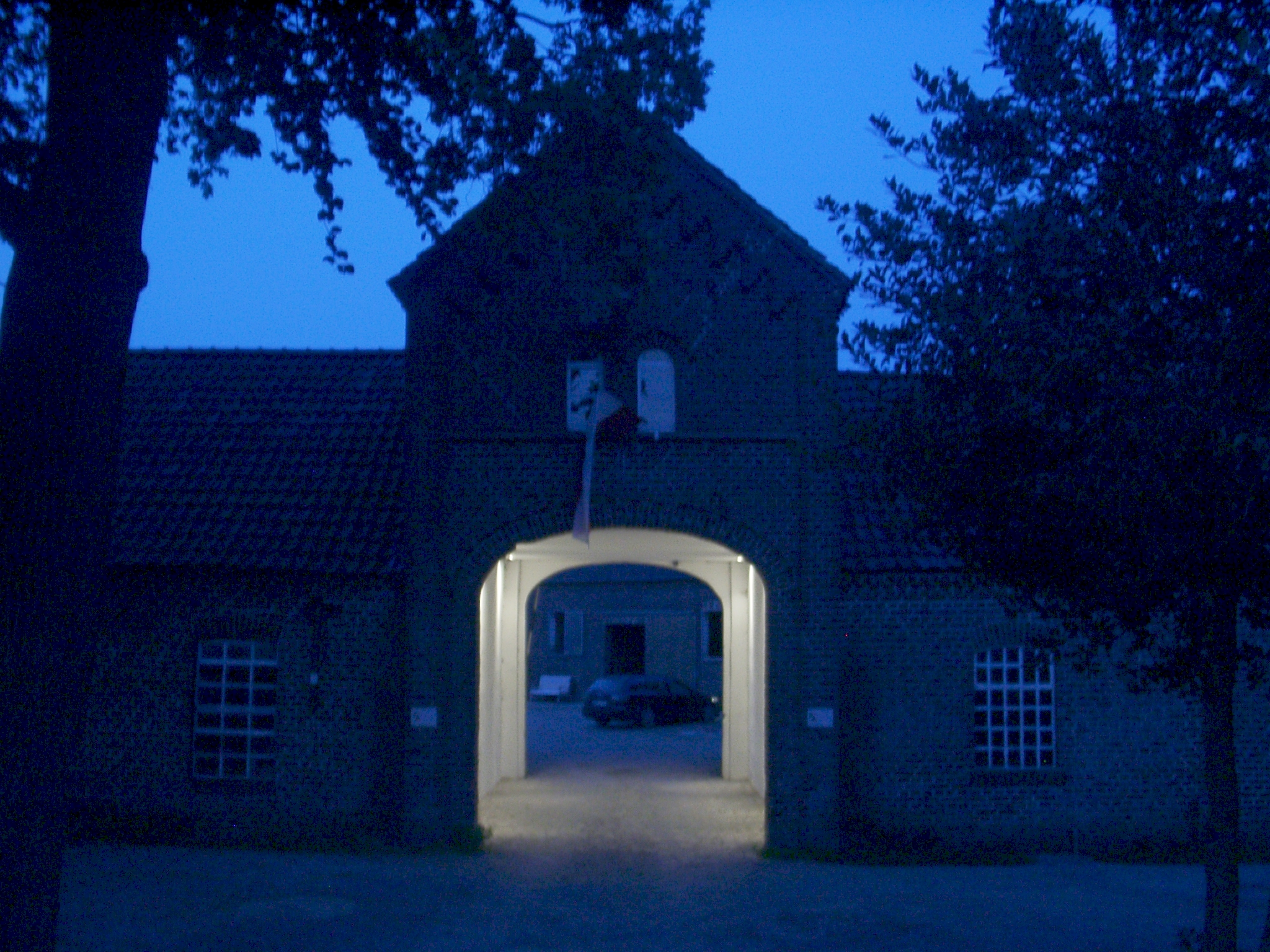
Einfahrt Hoogenhof, Sitz des RV Seydlitz Kamp

Kamp-Lintfort hat außerdem drei größere Reitvereine und besitzt mit der Leucht eine für Reiter sehr attraktive Ausreitumgebung. Jährlich zu Ostern veranstaltet der RV Seydlitz Kamp ein international ausgeschriebenes Vielseitigkeitsturnier.
Der Verein BG Kamp-Lintfort zählt zu den 20 größten Basketballvereinen in Deutschland (Stand 2011).
Beim Handballverein TuS Lintfort, dessen Damen zur Saison 16/17 in der 2. Bundesliga aktiv sind, gewannen die Männer in der Saison 1958/59 und 1960/61 die Deutsche Feldhandballmeisterschaft.
Außerdem gibt es den Schwimmverein Lintforter Schwimm-Club 1957 (LSC) und die Taucher Kamp-Lintfort e. V. (1981 gegründet, 500 Mitglieder).
Der 1. VV Kamp-Lintfort bietet außerdem die Möglichkeit, Volleyball zu spielen. Seine 1. Damenmannschaft spielt in der Landesliga, die 1. Herrenmannschaft stieg 2010 in die Landesliga auf. Die männliche A-Jugend belegte im Jahr 2010 den siebten Platz bei der Westdeutschen Meisterschaft und spielte in der Saison 2010/11 in der NRW-Liga.
Für Zweiradfahrer gibt es in Kamp-Lintfort den Rad- und Motorsportverein Frischauf 1912 (RMSV).

## Infrastruktur und Wirtschaft

### Stadtentwicklung
Im Januar 2007 erreichte die Stadt im so genannten T-City-Wettbewerb die Endrunde.
Kamp-Lintfort erhielt Fördermittel aus dem Projekt Stadtumbau West, mit denen das gesamte Gebiet, auf dem die drei vormals als „Weiße Riesen“ bekannt gewesenen Hochhäuser in der Innenstadt standen – Bausünden in den Augen vieler Einwohner – neu überplant werden. Die ersten beiden Hochhäuser wurden 2009 abgerissen und das dritte 2010 gesprengt. Ab Anfang 2011 wurde auf dem Gelände in achtzehn Monaten ein neues Einkaufszentrum, „EK3“ genannt, errichtet. Die Inbetriebnahme des Zentrums erfolgte am 5. Juli 2012.
Auch die als „Bunten Riesen“ bekannten Hochhäuser an der Wilhelmstraße mussten dem modernen Stadtbild weichen. Anfang 2017 begann der Rückbau der ebenfalls Asbest belasteten Hochhäuser im Herzen der Stadt. Neben den Hochhäusern wurde auch eine angrenzende Tiefgarage sowie das ehemalige Gebäude der Stadtbücherei abgerissen. Mit dem Umzug in größere und modern sanierte Räumlichkeiten unter dem Rathaus wurde die Stadtbücherei in Mediathek umbenannt. Auch die Fußgängerzone unmittelbar am Rathaus wurde aufwendig saniert. Die Großbaumaßnahme verläuft unter dem Namen „Rathausquartier“. Bis Ende 2020 sollten die Umbaumaßnahmen abgeschlossen und Wohn- und Geschäftsgebäude in bester Innenstadtlage bezugsfertig sein.
Bildung
Die Stadt verfügt neben sechs Grundschulen über eine Sekundarschule, eine Realschule, ein Gymnasium und eine Gesamtschule. Am 28. November 2008 wurde im Rahmen des Ausbaus der NRW-Hochschullandschaft beschlossen, dass in Kamp-Lintfort eine Dependance der neugegründeten Hochschule Rhein-Waal mit Hauptsitz in Kleve entstehen soll. Bis zum Wintersemester 2010 sollten insgesamt 2500 Interessierte ein Studium beginnen können.
In Kamp-Lintfort wurde dazu ein Gebäudekomplex in zentrumsnaher Lage auf dem ehemaligen ABC-Gelände und Teilen der benachbarten Fläche der Zeche Friedrich-Heinrich errichtet. Dieser Komplex ist vorerst auf eine Anzahl von 2000 Studienplätzen ausgerichtet. Der Bezug durch die Fakultät Kommunikation und Umwelt erfolgte im März 2014.

### Verkehrsinfrastruktur

#### Busverkehr
Im Straßenpersonennahverkehr verbindet der Schnellbus SB 30 Geldern über Kamp-Lintfort und Moers mit Duisburg. Der zentrale Umsteigepunkt ist die Haltestelle Neues Rathaus, an welcher sich alle Buslinien, welche das Stadtgebiet berühren, treffen. Die Hauptleistungen im Busverkehr werden durch die Linien 2, 911 und SB30 erbracht. Für den gesamten öffentlichen Personennahverkehr (ÖPNV) gilt der Tarif des Verkehrsverbundes Rhein-Ruhr und tarifraumüberschreitend der NRW-Tarif. Er wird unter anderem von der NIAG durchgeführt.
Linienverzeichnis (Stand März 2016)
| Linie        | Linienweg | Takt Mo–Fr (HVZ)                 | Takt Sa (HVZ) | Takt So (HVZ) | Betreiber |
| ------------ | --- | -------------------------------- | ------------- | ------------- | --------- |
| 1            | Hochschule Rhein-Waal – Neues Rathaus – Schulzentrum – Niersenbruch – Fasanenstraße – Rossenray – Rheinberg – Rhb.-Ossenberg                | 60                               | 60            | 60            | NIAG      |
| 2            | Neues Rathaus – Dieprahm – Eyller-/Ferdinantenstr. – St. Bernhard Hospital – Bgm. Schmelzing Str. – Kamperbrück Zur Linde                   | 30/60                            | 30/60         | 60            | NIAG      |
| 7            | Neues Rathaus – Eyller-/Ferdinantenstr. – St. Bernhard Hospital – Monterkamp – Rheurdt – Neukirchen-Vluyn – Moers                           | 120                              | 120           | –             | NIAG      |
| SB10         | Duisburg Hbf – Moers – Neukirchen-Vluyn – Kamp-Lintfort Friedrich-Heinrich – Neues Rathaus                                                  | 60                               | –             | –             | NIAG      |
| SB30         | Duisburg Hbf – Moers – Kamp-Lintfort Neues Rathaus – Hochschule Rhein-Waal / Kamperbrück – Hoerstgen – Sevelen – Geldern Bf                 | 60 (30 bis Ka-Li, Neues Rathaus) | 60            | –             | NIAG      |
| SB70         | Neues Rathaus – Rheurdt – Schaephuysen – Kerken-Aldekerk                                                                                    | einzelne Fahrten                 | --            | --            | NIAG      |
| 32           | Moers – Kamp-Lintfort Neues Rathaus – Eyller-/Ferdinantenstr. – Kamperbrück – Hoerstgen – Sevelen – Issum – Geldern Bf                      | 60/120                           | 60/120        | 60            | NIAG      |
| 39 (Taxibus) | Neues Rathaus – Fasanenstraße – Rheinberg-Alpsray (– Rhb.-Millingen – Alpen)                                                                | 120                              | 120           | –             | NIAG      |
| 076          | Verkehrspavillon – Neues Rathaus – Eyller-/Ferdinantenstr. – Eyll – Neukirchen-Vluyn – Kempen-Tönisberg – KR-Hüls – KR-Inrath – Krefeld Hbf | 60/120                           | 120           | 2 Fahrten     | BVR       |
| 911          | Neues Rathaus – Markt – Ebertplatz – MO-Repelen – Moers – DU-Homberg – DU-Ruhrort                                                           | 15                               | 15/30         | 30            | NIAG      |

#### Bahnverkehr
Kamp-Lintfort ist über die Bahnstrecke Zeche Friedrich Heinrich–Rheinpreußen-Hafen angebunden, welche das Bergwerk West mit dem Übergabebahnhof Moers-Rheinkamp verbindet und dort an die Niederrheinstrecke anschließt. Diese Strecke diente bis 2020 nur dem Güterverkehr (Kohletransport) und befand sich im Besitz der RAG (mittlerweile Niederrheinbahn GmbH) und mündet in Rheinkamp ins Netz der DB InfraGO AG.
Im Rahmen der Landesgartenschau 2020 wurde auf der bisherigen Zechenbahn erstmals öffentlicher Schienenpersonennahverkehr betrieben. Vom 16. Mai 2020 verkehrten die Züge der Linie RB 31 an Wochenenden zwischen Duisburg, Moers und Kamp-Lintfort Süd (Haltepunkt an der Kattenstraße). Nach Ende der Landesgartenschau wurde dieser vorübergehende Betrieb eingestellt, ab Ende 2026 wird dann die durch den Verkehrsverbund Rhein-Ruhr bestellte aus Bottrop und Duisburg kommende Linie RE 44 permanent von Moers bis Kamp-Lintfort verlängert, wofür südlich der Innenstadt ein neuer Bahnhof entsteht.
Zwischen 1909 und 1968 verkehrten außerdem Personenzüge auf der Bahnstrecke Rheinberg–Moers–Hoerstgen-Sevelen, dessen Endbahnhof Hoerstgen-Sevelen zwar den Namen des Kamp-Lintforter Ortsteil Hoerstgen trug, jedoch vollständig auf dem Gebiet der Gemeinde Issum-Sevelen lag.
Zwischen 1915 und 1953 fuhr zwischen Rheinkamp, Kamp-Lintfort und Moers eine Straßenbahn.

### Flugverkehr
Im Ortsteil Saalhoff wurde 1969 der Sonderlandeplatz Kamp-Lintfort (EDLC) eröffnet. Dieser Flugplatz ist zugelassen für den Betrieb von Motorflugzeugen bis zwei Tonnen maximales Abfluggewicht, für Hubschrauber bis 5,7 Tonnen maximales Abfluggewicht, Segelflug, Ultraleichtflug und Heißluftballonbetrieb. Es steht eine 600 Meter lange Graslandebahn in der Ausrichtung 07/25 zur Verfügung. Als Treibstoff steht AVGAS 100LL, MOGAS/Autosuper Plus, sowie Diesel zur Verfügung. Weitere Anflughilfen sind ein UKW-Peiler VDF/QDM sowie ein Flugplatzleuchtfeuer (ABN). Betreiber des Flugplatzes ist die Luftsportgemeinschaft Kamp-Lintfort im DAeC.

### Straßen
Kamp-Lintfort ist durch die Bundesautobahnen 42 und 57 (E 31) sowie über die Bundesstraße 510 an das Fernstraßennetz angebunden. Als Verlängerung der A 42 wurde im Dezember 2006 die Bundesstraße 528 als Südumgehung des Stadtgebietes gebaut. Von dort aus erhält das Autobahnkreuz Kamp-Lintfort mit der nun dritten Autobahnabfahrt, neben dem Autobahnkreuz und der Ausfahrt „Asdonkshof“, „Kamp-Lintfort-Süd“ Anschluss an das „Gewerbegebiet-Süd“ und soll künftig bis zur Eyller Straße im Ortsteil Geisbruch verlängert werden.

## Unternehmen
Kamp-Lintfort war etwa 100 Jahre lang stark vom Kohlenbergbau geprägt. Ein Großteil der Beschäftigten arbeitete noch bis Ende 2012 im Bergwerk West, früher Friedrich-Heinrich. Anfangs 3500 und zuletzt 1500 Mitarbeiter förderten jährlich bis drei Millionen Tonnen Kohle. Die Kohleförderung wurde bedingt durch die Einstellung des subventionierten Steinkohlebergbaus in Deutschland mit der letzten Förderschicht am 21. Dezember 2012 beendet. Damit gehört am Niederrhein der Kohlebergbau zur Vergangenheit.
Ein weiterer großer Betrieb war BenQ Mobile, die hier bis zum 30. Januar 2007 Mobiltelefone herstellte. Der BenQ-Standort in Kamp-Lintfort war seit September 2006 insolvent und wurde geschlossen. Im Jahr 2005 fasste der Vorstand der Siemens AG den Entschluss, die Sparte Siemens Mobile mit den Standorten Kamp-Lintfort und Bocholt an BenQ zu veräußern.
Das ehemalige Gelände von BenQ-Mobile wurde im Oktober 2008 von Walter Hellmich erworben und war zunächst als Standort der Fachhochschule Rhein-Waal im Gespräch. Auf dem Gelände ist bereits das Kommunale Rechenzentrum Niederrhein (KRZN) ansässig, welches 2008 von Moers hierhin zog.
2019 zog das bisherige Finanzamt Moers in einige der Räumlichkeiten des ehemaligen Handywerkes. Das Finanzamt wird nunmehr „Finanzamt Kamp-Lintfort“ heißen.
In den Gewerbegebieten Nord, Süd und Ost sind diverse kleine und mittelständische Unternehmen angesiedelt, im Gebiet Süd unter anderem eine Logistikfiliale der Kaiser + Kraft AG sowie ein überregional bekanntes Unternehmen der Lebensmittelherstellung.
Ferner wurde seit 1989 der Gewerbe- und Technologiepark Dieprahm westlich des Gewerbegebiets Süd angelegt. Dieser beherbergt diverse Unternehmungen der Hochtechnologie und Dienstleistungsbranche. Ferner ist dort das Institut für Mobil- und Satellitenfunktechnik (IMST) an der Universität Duisburg-Essen angesiedelt.
Seit 1993 betreibt der Kreis Wesel das teilweise umstrittene Abfallentsorgungszentrum (AEZ) Asdonkshof an der östlichen Stadtgrenze. Dieser Anlage ist ein Müllheizkraftwerk mit einem 200 Meter hohen Kamin angegliedert.
Seit 1997 werden in dem neuen Gewerbegebiet Nord/Kamperbruch sowie in Umgebung der Schachtanlage Rossenray neue Gewerbeflächen erschlossen. Diese sind durch ein Logistikzentrum der Handelskette Lidl, Kies- und Bauindustrie sowie kleine und mittelständische Unternehmen besiedelt.

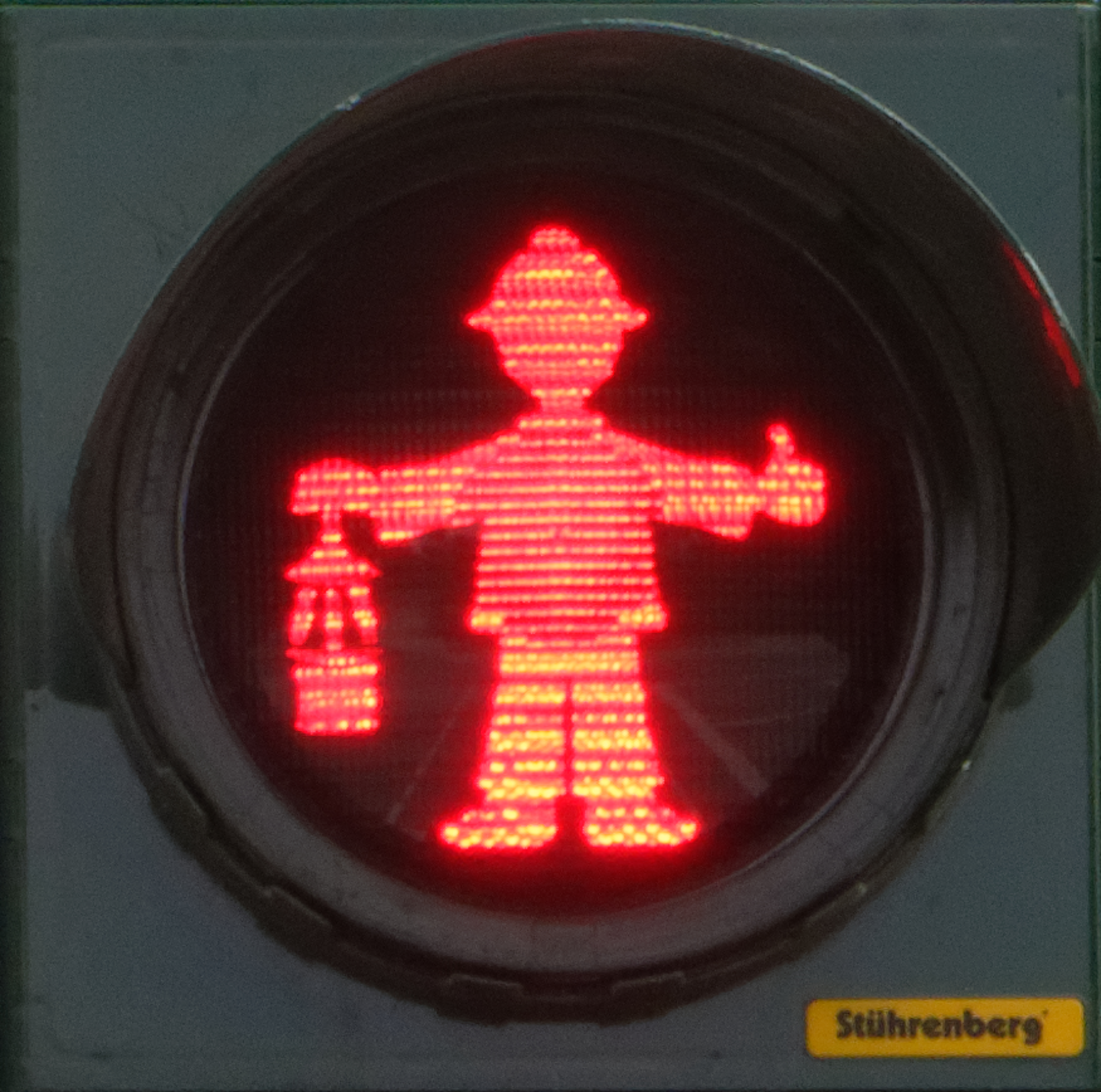
Ampelmännchen im Gedenken an den Bergbau
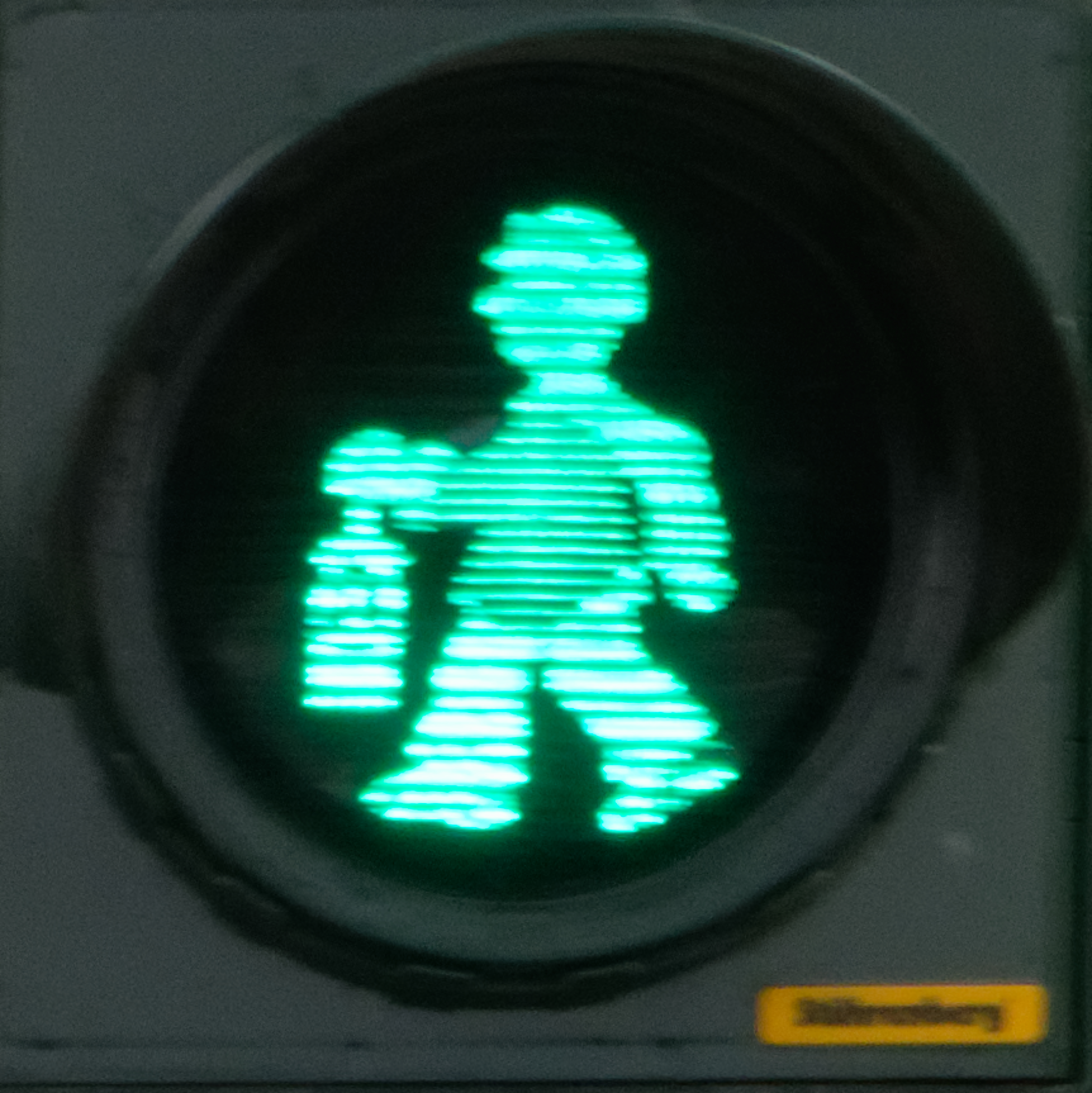

## Medien
In Kamp-Lintfort existiert bei der Volkshochschule eine von sechs Radiowerkstätten des Lokalradios Radio K. W. In diesen Studios wird der größte Teil der Sendungen des Bürgerfunks produziert. Auf dem Schornstein der MVA Asdonkshof befand sich bis Mitte 2016 eine Antennenanlage für das Programm des British Forces Broadcasting Service auf 105,1 MHz. Zuvor, bis 2012, wurde vom gleichen Standort und gleicher Frequenz das Programm des Deutschlandradio Kultur abgestrahlt. Durch die Abschaltung des Hauptsenders von „BFBS“ in Langenberg kam es zu einem Frequenztausch. Da in der weiteren Umgebung kein englisches Militär mehr stationiert ist, wurde der Sendestandort in Kamp-Lintfort aufgegeben.

## Persönlichkeiten
Zu bekannten gebürtigen und mit der Stadt Kamp-Lintfort verbundene Persönlichkeiten gehören Personen aus Religion, wie beispielsweise Johannes Ewich (1525–1588), Reformator in Hoerstgen, Personen der Wirtschaft, wie Wilhelm Ernst Barkhoff (1916–1994), Anthroposoph und Bankier, aber auch Personen aus Kunst und Kultur, sowie Militär, Sport, Wissenschaft und Politik. Eine vollständige Liste, inklusive Bürgermeister und Ehrenbürger, findet sich im Hauptartikel.

## Sonstiges
In Kamp-Lintfort fand in den 1980er Jahren einer der aufsehenerregendsten Missbrauchsfälle Deutschlands statt, als die Schülerin Silvia K. von dem Ehepaar Engelbrecht 15 Monate in einem Kellerverlies gefangen gehalten und brutal missbraucht wurde.